# Voetbalkampioenschap van Zuid-Hannover-Braunschweig 1922/23
In 1922/23 werd het eerste voetbalkampioenschap van Zuid-Hannover-Braunschweig gespeeld, dat georganiseerd werd door de Noord-Duitse voetbalbond. 
Arminia Hannover werd kampioen van groep I en Eintracht Hannover van groep II. Beide clubs plaatsten zich voor de Noord-Duitse eindronde. Arminia versloeg Werder Bremen en verloor dan van Union 03 Altona. Eintracht versloeg FC Stern 07 Bremen en verloor dan van Hamburger SV.

## Kreisliga

### Südkreis I
| Plaats | Club                          | Wed. | W  | G | V  | Saldo | Ptn   |
| ------ | ----------------------------- | ---- | -- | - | -- | ----- | ----- |
| 1.     | SV Arminia Hannover           | 14   | 12 | 1 | 1  | 65:12 | 25:3  |
| 2.     | VfB 1904 Peine                | 14   | 9  | 2 | 3  | 35:15 | 20:8  |
| 3.     | Hannoverscher SC 02           | 14   | 8  | 0 | 6  | 37:19 | 16:12 |
| 4.     | BV Werder Hannover            | 14   | 6  | 2 | 6  | 33:35 | 14:14 |
| 5.     | FV Sport Hannover             | 14   | 6  | 0 | 8  | 27:32 | 12:16 |
| 6.     | BV Germania 1910 Wolfenbüttel | 14   | 3  | 1 | 10 | 26:44 | 7:21  |
| 7.     | Goslarer SC 08                | 14   | 3  | 1 | 10 | 26:45 | 7:21  |
| 8.     | SV Viktoria 07 Burgdorf       | 14   | 1  | 1 | 12 | 19:66 | 3:25  |

|  | Kampioen                               |
|  | Deelname promotie/degradatie eindronde |

### Südkreis II
| Plaats | Club                         | Wed. | W  | G | V  | Saldo | Ptn   |
| ------ | ---------------------------- | ---- | -- | - | -- | ----- | ----- |
| 1.     | FC Eintracht 1898 Hannover   | 14   | 11 | 1 | 2  | 51:18 | 23:5  |
| 2.     | SV Eintracht Braunschweig    | 13   | 10 | 2 | 2  | 46:12 | 22:6  |
| 3.     | SV Hannover 96               | 14   | 9  | 1 | 4  | 47:20 | 19:9  |
| 4.     | SV Niedersachsen 03 Hannover | 14   | 6  | 3 | 5  | 24:28 | 15:13 |
| 5.     | SpVgg Borussia 1911 Hannover | 14   | 6  | 1 | 7  | 17:30 | 13:15 |
| 6.     | SpVgg Hildesheim 07          | 13   | 3  | 3 | 7  | 21:38 | 9:17  |
| 7.     | VfB 04 Braunschweig          | 13   | 3  | 1 | 9  | 19:28 | 7:19  |
| 8.     | MTV 1848 Wolfenbüttel        | 14   | 0  | 2 | 12 | 12:63 | 2:26  |

## Promotie/Degradatie eindronde
| Plaats | Club                 | Wed. | W | G | V | Ptn   |
| ------ | -------------------- | ---- | - | - | - | ----- |
| 1.     | RSV 1906 Hildesheim  | 4    | 3 | 1 | 0 | 07:01 |
| 2.     | SV 06 Lehrte         | 4    | 3 | 0 | 1 | 06:02 |
| 3.     | MTV Wolfenbüttel     | 4    | 2 | 1 | 1 | 05:03 |
| 4.     | SV Viktoria Burgdorf | 4    | 1 | 0 | 3 | 02:06 |
| 5.     | SV Oker              | 4    | 0 | 0 | 4 | 00:08 |

|  | Promotie   |
|  | Degradatie |